# ГЕС Тукуруї
ГЕС Тукуруї (порт. Usina Hidrelétrica de Tucuruí) — гідроелектростанція в Бразилії у штаті Пара. Знаходячись після ГЕС Estreito, становить нижній ступінь у каскаді на річці Токантінс, яка починається на Бразильському нагір'ї неподалік столиці країни Бразиліа та тече на північ до впадіння в річку Пара (правий рукав дельти Амазонки). Станом на середину 2010-х років найпотужніша електростанція країни (враховуючи, що транскордонна ГЕС Ітайпу належить Бразилії лише наполовину).
У межах проекту річку перекрили комбінованою греблею висотою до 95 метрів та загальною довжиною 8005 метрів. Вона включає центральну бетонну ділянку (завдовжки 1190 метрів, використано 6247 тис. м3 матеріалу) та бічні земляні/кам'яно-накидні частини (6571 метр, потребували 54,4 млн м3 породи), крім того, існує бетонний шлюз (244 метри). Ці споруди утримують велике водосховище з площею поверхні 3007 км2 та об'ємом 50,3 млрд м3 (корисний об'єм 35,3 млрд м3), яке за останнім показником лише ненабагато поступається головній ГЕС каскаду на Токантінс Serra da Mesa. Рівень поверхні сховища в операційному режимі змінюється між позначками 51,6 та 74 метри НРМ (у випадку повені він може зростати до 75,3 метра НРМ). При цьому рівень води у нижньому б'єфі коливається між 4 та 6,8 метра НРМ, але епізодично може зростати до 24,5 метра НРМ. Враховуючи дуже велику водність річки, водоскиди греблі розраховані на пропуск 110 тис. м3/с.
Судноплавний шлюз обладнаний у лівобережній частині греблі та виводить до проміжного каналу довжиною біля 5,5 км, на завершенні якого знаходиться другий, нижній шлюз. Ці споруди мають розміри 210х33 метри та забезпечують максимальний підйом на 36 метрів кожна.
Первісно станція мала один інтегрований у греблю машинний зал, який розпочав свою роботу 1984 року. Він був обладнаний дванадцятьма турбінами типу Френсіс потужністю до 350 МВт (номінальна 316 МВт, мінімальна 250 МВт), крім того, встановили два допоміжні гідроагрегати потужністю по 22,5 МВт. В 2002 році спорудили ще один машинний зал, в якому розмістили одинадцять турбін того ж типу потужністю по 375 МВт, що довело загальний показник комплексу до 8370 МВт. Станція використовує напір у 60,8 метра для першої черги та 61,7 метра для другої черги і здатна виробляти 36,3 млрд кВт-год електроенергії на рік.
Видача продукції відбувається по ЛЕП, розрахованих на роботу під напругою 230 та 500 кВ.